# Bougnies
Ne doit pas être confondu avec Baugnies.
Bougnies est une section de la commune belge de Quévy, située en Région wallonne dans la province de Hainaut.

## Noms et étymologie
Cette petite commune existait avant le XIIe siècle. Elle est mentionnée dès 1119 sous la forme latine Bugniae. En 1120-1127, on trouve celle de Buigniae. En roman on disait Buignies, Bugnies, Buisnies. La forme Bougnies, adoptée en dernier lieu, ne date à proprement parler que du XVe siècle.
Il semble difficile de trouver dans ce nominal autre chose que le radical bos, génitif bovis latin, bués, bus, buefs roman, qui a la signification de bœuf et la désinence egnies ou ognies ayant le sens de demeure, habitation. Habitation des bœufs, la bouverie (en latin bovaria) ou par extension la métairie, Bougnies a de nombreux paronymes tels que Beugnies ou Beuwignies-sous-Harmignies, Beugnies dans l'arrondissement d'Avesnes-sur-Helpe, Bouvignies-lez-Ath, Boegnies sous Fontaine-l'Evêque, etc. Certains auteurs préfèrent comme étymologie soit la demeure des bouleaux soit la demeure d'un individu appelé Bove ou Bueves.

## Évolution démographique
- Sources : INS, Rem. : 1831 jusqu'en 1970 = recensements, 1976 = nombre d'habitants au 31 décembre.

## Histoire
Des débris romains ont été découverts à diverses reprises dans le sol de Bougnies, notamment dans le champ de Loberval.
En 1554, le village fut entièrement détruit par les troupes françaises. Deux ans après, il n'y existait encore que trois maisons réhabitées.
La seigneurie principale se composait de deux fiefs tenus de la terre de Louvignies et d'un troisième relevant de l'abbaye de Saint-Denis-en-Broqueroie qui y possédait un alleu assez important au début du XIIe siècle. Vers 1120-1127, le prévôt Lambert renonça à tous droits qu'il prétendait sur ce village en opposition à ce monastère. Les premiers seigneurs portaient sans doute le nom de ce village. Jean de Buignies est cité en 1212. Jean de Buignies, écuyer, comparaît dans une charte de 1292. Une famille de Buignies existant au XVe siècle portait d'argent à trois fers de moulin de gueules, au franc quartier burelé d'or et d'azur à une ombre de lion, à la bordure engrêlée d'or.
Il semble qu'en 1311, la seigneurie appartenait à la famille de Fierut ou Fieuru et en 1396 à Gilles, sire de Ville. On trouve ensuite comme seigneurs de Bougnies :
- en 1439-1451, Gérard de Le Loge.
- en 1740, Zègre de Gavre d'Herimelz.
- en 1486-1493, Thierry de Le Loge. La veuve de celui-ci, Catherine de Gavre, abandonna la terre de Bougnies à François du Poncheau, chevalier, en 1529.
- François du Poncheau la laissa à son fils Louis, seigneur d'Arbre et d'Attre.

Au milieu du XVIIe siècle, la famille Hanot l'avait acquise et une alliance la transmit aux de Biseau, dont une branche prit le prédicat "de Bougnies". L'ancienne maison de plaisance de ces seigneurs a fait place à un château moderne.
On trouvait à Bougnies d'autres seigneuries ou tenances. L'une relevant des seigneurs de Naast fut vendue en 1342 par Huart de Noirchin, fils de Gérard, à Baudouin de Pottes. La tenance du Bosqueau appartenant à Jean de Hon en 1401 passa quelques années après au seigneur de Sars. La seigneurie de Warelles sur Quévy s'étendait également sous Bougnies.
Un seul échevinage servait à chacune de ces tenances qui avaient pourtant chacune leur maire spécial. Colart Estrikial, maire de la seigneurie principale est cité en 1325.
Bougnies possédait une maladrerie ou léproserie située au lieu-dit Les Préelles.
Le château de Bougnies et toutes ses dépendances, comptant 12 hectares, 58 ares fut en vente en 1909, vente dont fut chargé Me Malengreau, notaire de Harvengt.
Le 06 août 1939 est inauguré, en présence du lieutenant général chevalier de Nèves de Roden, aide de camp, représentant le Roi, et de M. Vanderpoorten, ministre des Travaux publics, le Centre régional des loisirs et de santé. Il est l'œuvre de l'architecte Marcel Chabot de Liège et de l'entrepreneur Cornu.
Le 1er juin 1942, l'Aide paysanne aux enfants des villes ouvrit une maison à Bougnies afin de recevoir trente enfants de Bruxelles.

## Liste des bourgmestres de 1830 à 1977
- Louis Piérard, de 1932 à 1951 (Socialiste).

## Patrimoine et culture

### Patrimoine architectural

#### Culte et Église Saint-Martin
L'abbaye de Crespin avait de temps immémorial la collation de l'autel de ce village, qui n'était d'ailleurs qu'un secours de la paroisse d'Asquillies. Le concordat maintint cette dépendance et érigea en oratoire public l'église. Celle-ci, dédiée à Saint-Martin, est déjà mentionnée à la fin du XIIIe siècle. L'édifice actuel, à l'exception de la tour rebâtie en 1714, fut édifiée dans la seconde moitié du XVIe siècle et fut consacrée le 11 avril 1617 par Mg François Van der Burch, archevêque de Cambrai, comme le rappelle une pierre commémorative toujours en place dans l'église. C'est à la requête de François Hanot, seigneur de Bougnies, que l'église est consacrée et sûrement bâtie. L'architecture en est ogivale. Les fenêtres à meneaux sont garnies de vitraux peints assez remarquables. La charpente est apparente. On y voit une cuve baptismale avec écussons datant de 1591.
Sous l'ancien régime, la dîme se partageait entre l'abbaye de Crespin, le curé et l'hôpital de Saint-Ladre de Mons. La partie de la dîme appartenant au premier de ces décimateurs était louée en 1338 à Ernoul Li Tilliers de Bougnies moyennant 15 rasières de blé et 5 d'avoine.
Le 03 juin 1898 fut faite la découverte d'une cloche en bronze d'un poids de 300 kilos par des ouvriers réalisant des terrassements de caves. D'après l'inscription gravée dans le métal, elle fut fondue en 1624. Le parrain serait un seigneur de Fleuru et la marraine une dame Catherine Boël (ayant certainement un lien familial avec Jeanne Françoise Boelle, dame de Bougnies et Saint-Hilaire, évoquée ci-après). La cloche elle-même porte le nom de "Catherine". L'enfouissement de cette cloche avait dû avoir lieu lors de la Révolution française.

## Personnages célèbres
- Louis Piérard, ancien bourgmestre de Bougnies de 1932 à 1951.

## Registres paroissiaux et d'État-civil
Famille Hanot
On note tout d'abord le décès de Charles Ignace Hanot, fils de "monsieur de Bougnies" le 23 octobre 1678.
Raymond François Arnould Hanot, seigneur de Bougnies, décède le 8 mai 1689 à Bougnies est inhumé dans le chœur de l'église. Son épouse, Jeanne Françoise Boelle, dame de Bougnies et de Saint-Hilaire, était décédée le 30 septembre 1678 à Bougnies et avait été inhumée le 1er octobre 1678 dans l'église de la paroisse.
Jean François Joseph Hanot, seigneur de Bougnies, décède le 9 novembre 1698 dans cette commune, inhumé dans le chœur de l'église.
L'annuaire de la noblesse de Belgique donne les liens familiaux entre ces trois membres de la famille Hanot. En effet, Jean François Joseph Hanot, seigneur de Bougnies et Saint-Hilaire, né et baptisé à Mons le 13 avril 1652 et Charles Ignace Hanot, baptisé le 14 janvier 1669, seigneur de Saint-Hilaire, étaient les 2 fils de [Raymond] François Arnould Hanot, seigneur de Bougnies, né vers 1632.
Famille De Biseau
Cette famille apparaît dans les registres de cette commune :
- Joseph Biseau, âgé de 8 à 9 mois, décède en 1685 à Bougnies et est inhumé le même jour dans le chœur de l'église.
- Nicolas François Joseph De Biseau, seigneur de Bougnies, décède le 20 avril 1774 à l'âge de 70 ans à Mons et est inhumé dans le chœur de l'église le jour suivant.
- Marie Amélie De Biseau, décédée le 4 mai 1778, est également inhumée le 6 mai 1778 dans le chœur de l'église de Bougnies.
- Léopold Eugène Henri Joseph De Biseau, fils de Henri Donas Joseph et d'Antoinette Amélie Marie Louise Durieu, est né le 18 juillet 1811 à Bougnies.
- Louis Pie Joseph Ghislain De Biseau De Bougnies et Victoire Joseph Brouwet donnent naissance à 3 enfants à Bougnies : Léopoldine Marie Joseph Ovéline Henriette Eugénie le 30 octobre 1838, Alphonse Eugène Marie Joseph Victor Ghislain le 23 juin 1840 et Elise Amélie Jeanne Marie Thérèse le 7 mai 1845.
Famille Du Peyroux
À la suite de son union avec le comte Marie Joseph Fernand Du Peyroux, Elise Amélie Jeanne Marie Thérèse De Biseau De Bougnies donne naissance à trois enfants à Bougnies : Henri Albert Alphonse le 7 février 1874, Pierre Gilbert Marie Joseph Louis Léon le 16 février 1875 et Madeleine Pauline Marie Louise le 14 octobre 1877.
Henri Albert Alphonse Du Peyroux, comte puis marquis, eut également 3 enfants à Bougnies de son épouse Jeanne Marie Josèphe De Malinguehen : Robert Fernand Ludovic Marie Joseph le 3 juin 1905, Ghislaine Jehanne Jacqueline Marie Josèphe le 8 juillet 1906 et Rénée Laure Marguerite Marie Josèphe le 23 février 1908.
Certains membres des familles suivantes furent également inhumés dans la chapelle Notre Dame de Lorette et dans celle de Saint-Martin de l'église de Bougnies : Carlier, Coppée, Motte et Renuard. Ils occupèrent principalement la fonction de censiers de Bougnies. La dernière personne inhumée dans la chapelle Notre Dame de Lorette de l'église auprès de son époux, Charles Louis Renuart, censier de Bougnies, fut Anne Claudine Leclercq, née vers 1702 à Estinnes-au-Mont et décédée le 26 janvier 1778 à Bougnies. 